# Villada
Villada é um município da Espanha na província de Palência, comunidade autónoma de Castela e Leão, de área  km² com população de 1111 habitantes (2007) e densidade populacional de 18,48 hab/km².

## Demografia
| Variação demográfica do município entre 1991 e 2004 | Variação demográfica do município entre 1991 e 2004 | Variação demográfica do município entre 1991 e 2004 | Variação demográfica do município entre 1991 e 2004 |
| --------------------------------------------------- | --------------------------------------------------- | --------------------------------------------------- | --------------------------------------------------- |
| 1991                                                | 1996                                                | 2001                                                | 2004                                                |
| 1473                                                | 1400                                                | 1253                                                | 1200                                                |

## Links
- Información, Historia y Fotografías de Villada. (em castelhano)